# Theodore Martin
 Ikke at forveksle med Theodor Martin.
Sir Theodore Martin (16. september 1816—18. august 1909) var en engelsk forfatter og oversætter.
Martin studerede jura og bosatte sig 1846 i London som skotsk sagfører. Her gjorde han sig navnlig kendt under navnet Bon Gaultier ved bidrag til forskellige tidsskrifter og udgav sammen med sin ven, William Aytoun, Bon Gaultier Ballads (1854), der ved sit vid og humor har bevaret sin popularitet den dag i dag.
Sammen med Aytoun udgav han også en mængde oversættelser, blandt andet af Goethes digte. Han har oversat Oehlenschlägers Aladdin og Correggio, Hertz’ Kong Renés Datter, 1. del af Goethes Faust, digte af Horats, Catul, Heine et cetera.
Hans hovedværk er imidlertid den store Life of His Royal Highness the Prince Consort (5 bind, 1874—80), som han skrev på dronning Victorias opfordring, og hvortil han fik udleveret prinsgemalens papirer og breve.
Af andre biografiske arbejder kan endnu nævnes: Memoir of W. E. Aytoun (1867), Life of Lord Lynhurst (1883). I 1851 ægtede han skuespillerinden Helen Faucit, forfatterinden til Shakespeare’s Female Characters, af hvem han 1901 udgav en levnedsskildring.